# Clistoconcha
Clistoconcha is een geslacht van tweekleppigen uit de  familie van de Clistoconchidae.

## Soort
- Clistoconcha insignis E. A. Smith, 1910